# Serpent des blés
Pantherophis guttatus
Espèce
Synonymes
- Coluber guttatus — Linnaeus 1766
- Coluber maculatus — Bonnaterre 1790
- Coluber compressus — Donndorf 1798
- Coluber carolinianus — Shaw 1802
- Coluber molossus — Daudin 1803
- Coluber pantherinus — Daudin 1803
- Coluber floridanus — Harlan 1827
- Coryphodon Pantherinus — Duméril, Bibron & Duméril 1854
- Coluber guttatus sellatus —  Cope 1888
- Coluber guttatus — Boulenger 1894
- Callopeltis guttatus — Loennberg 1894
- Coluber rosaceus — Cope 1888
- Pantherophis guttatus — Utiger et al. 2002
- Elaphe guttata — Gibbons & Dorcas 2005
- Pituophis guttatus — Burbrink 2007
- Pantherophis guttatus — Collins & Taggart 2008[1]

Statut de conservation UICN

 LC  : Préoccupation mineure
Pantherophis guttatus, le Serpent des blés, est une espèce de serpents de la famille des Colubridae.

## Répartition
Cette espèce est endémique des États-Unis. Elle se rencontre en Louisiane, en Arkansas, au Mississippi, en Alabama, en Floride, en Géorgie, en Caroline du Sud, en Caroline du Nord, au Tennessee, au Kentucky, en Virginie, en Virginie-Occidentale, au Maryland, au Delaware, au New Jersey et en Pennsylvanie.
Elle a été introduite aux Antilles, aux îles Caïmans, aux îles Vierges, à Anguilla, à Antigua et à Saint-Barthélemy.
L'espèce est considérée comme envahissante en Australie où elle est régulée dans certaines régions.

## Habitat
Pantherophis guttatus vit dans les champs dont la végétation est abondante, à l'orée des forêts ou encore dans les bâtiments abandonnés ou rarement utilisés. On le rencontre à partir du niveau de la mer jusqu'à une altitude d'environ 1 800 mètres. Généralement, ces serpents restent à terre, mais ils sont néanmoins capables de monter aux arbres, sur des escarpements rocheux ou sur d'autres surfaces en hauteur.
Dans les régions les plus froides, ces serpents hivernent durant la mauvaise saison. Toutefois, dans les climats plus tempérés le long de la côte, ils se réfugient dans des fissures rocheuses ou sous des souches de bois lorsqu'il fait froid, mais sortent pendant les jours chauds pour profiter de la chaleur du soleil. Quand il fait froid, ils sont moins actifs et chassent moins.

## Statut de protection
L’espèce n’est pas considérée comme en danger et est inscrite comme en préoccupation mineure sur la liste rouge de l’UICN. Elle est toutefois interdite de prélèvement en milieu naturel en Georgie.
Pantherophis guttatus est considérée comme une espèce pouvant porter atteinte aux espèces sauvages dans plusieurs pays où elle a été introduite. C’est le cas de l’Australie, dont les territoires de Victoria, New South Wales et Queensland régulent sa présence. Dans la loi française, l’espèce est également interdite à la vente en Guadeloupe, en Guyane et sur l’île de la Réunion afin de limiter son introduction dans la nature.

## Description
Le serpent des blés a une couleur de fond orangée, son dos est parsemé de taches rouges (appelées « selles »), bordées de noir. La face ventrale représente généralement un damier blanc et noir. Il est de taille moyenne, entre 140 et 180 cm il peut faire entre 4–7 cm de diamètre ,.
Sa distribution étant assez vaste, le phénotype peut changer selon les endroits où il se trouve. Par exemple dans le comté de Jasper, en Caroline du Sud, il a été trouvé plusieurs serpents des blés avec des couleurs plus intense et des pourtours noirs plus large, cette variante a été nommée Okeetee (en référence à l'Okeetee Hunt Club, lieu de sa découverte),.
Ces phénotypes liés à une zone géographique précise sont appelés des localités. Il existe également la localité Miami, caractérisée par un phénotype composé de selles rouges sur un fond gris, que l’on trouvé en Floride dans le comté de Miami.
La localité Upper Keys est une forme insulaire que l’on trouve sur l’archipel des Keys au large de la Floride. Elle était considérée comme une sous espèce de Pantherophis guttatus avant 2002, et appelée alors Elaphe guttata rosacea.
Ce serpent vit en moyenne entre 6 et 8 ans, mais il peut atteindre 22 ans en captivité.

## Alimentation

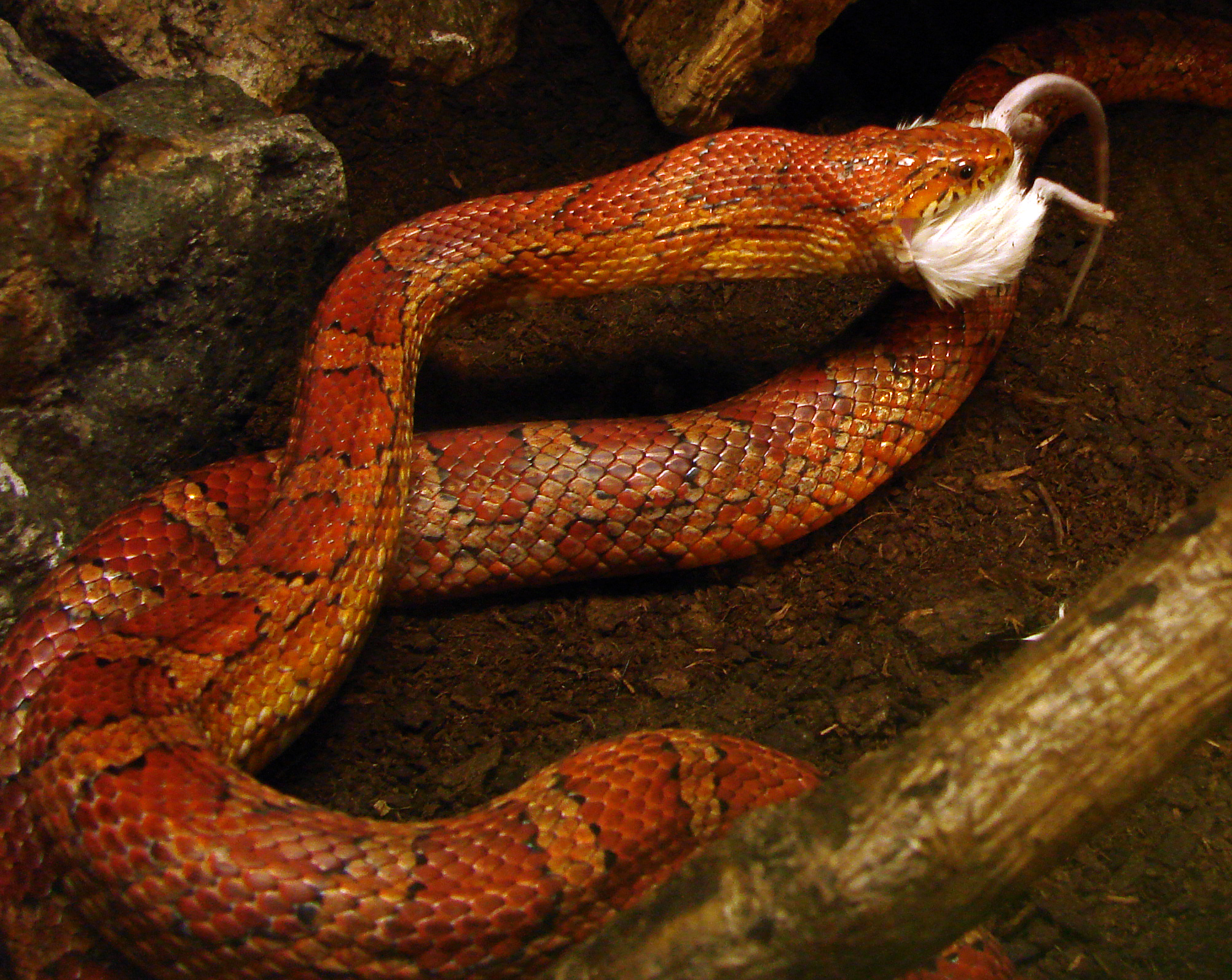
Pantherophis guttatus mangeant une souris

Pantherophis guttatus a une alimentation composée principalement de rongeurs. Il tue ses proies par constriction. Il est un grimpeur hors pair et peut escalader des arbres pour trouver des oiseaux ou encore des chauves-souris, bien qu'il préfère rester au niveau du sol. Comme les portées de jeunes souris sont difficiles à trouver dans la nature, beaucoup de  serpents des blés nouveau-nés sont connus pour manger de petits lézards comme premiers repas. 
Juvénile il mange tous les 4-5 jours puis adulte tous les 7-10 jours. Certains individus gardent ce type de régime jusqu'à l'âge adulte.

## Reproduction

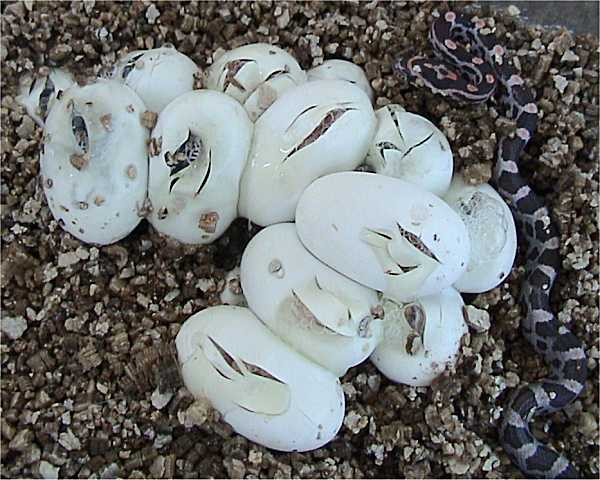
Jeunes serpents des blés sortant de leurs œufs

Les serpents des blés s'accouplent communément d'avril à juillet. Le mâle courtise la femelle d'abord via des signaux physiques et chimiques, puis la pénètre avec l'un de ses hémipénis. Si la femelle est en période d'ovulation, les ovules seront fécondés. Des réserves de nutriments seront stockés dans les futurs œufs et une coquille sera sécrétée.
La ponte survient un peu plus d'un mois après l'accouplement, et 12 à 24 œufs sont déposés dans un lieu chaud et humide. Une fois la ponte terminée, la mère les abandonne définitivement. Les œufs sont allongés et possèdent une coquille flexible. Approximativement 8 semaines après la ponte, les jeunes serpents utilisent une écaille spécialisée appelée diamant pour découper une fente dans la coquille, de laquelle ils émergent.

### Hybridation possible
L’espèce peut avoir une descendance fertile lors de son accouplement avec certaines autres espèces de colubridés nord américains. C’est le cas notamment des reproductions avec plusieurs espèces du genre Lampropeltis, comme par exemple Lampropeltis californae ou Lampropeltis triangulum.
Des hybrides naturels peuvent se former, Pantherophis guttatus partageant son aire de répartition avec plusieurs espèces de Lampropeltis, mais également avec les autres espèces de son Genre (Pantherophis emoryi et Pantherophis obsoletus par exemple).

## Taxonomie
Les trois sous-espèces de Pantherophis guttatus ont été élevées au rang d'espèces : Pantherophis guttatus, Pantherophis emoryi et Pantherophis slowinskii.
Pantherophis guttatus était anciennement classé dans le genre Elaphe, mais des études d'Utiger et al. on montré que celui-ci était en fait paraphylétique, ce qui a mené au placement de cette espèce dans le genre Pantherophis. Ce placement et celui de plusieurs espèces voisines dans le genre Pantherophis plutôt qu'Elaphe a été confirmé par des études phylogénétiques approfondies,.

## Étymologie
Le nom anglais de serpent des maïs (corn snake) vient du fait que ces animaux chassaient les rats et les souris qui venaient se nourrir dans les récoltes de maïs des fermiers. Le nom français de serpent des blés provient peut-être à la base d'une erreur de traduction, corn signifiant maïs en anglais américain et blé en anglais britannique.

## En captivité

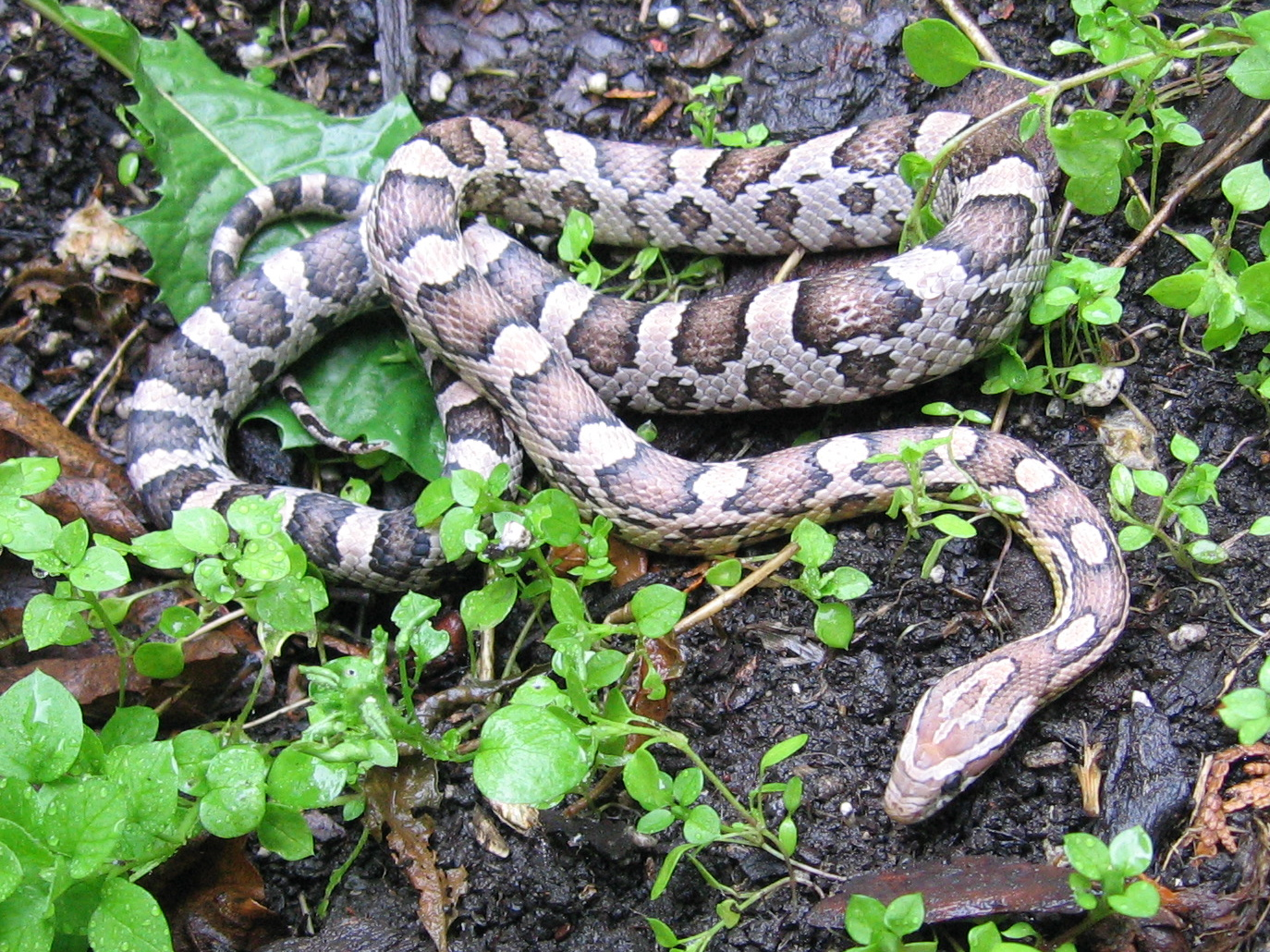
Serpent des blés anérythristique

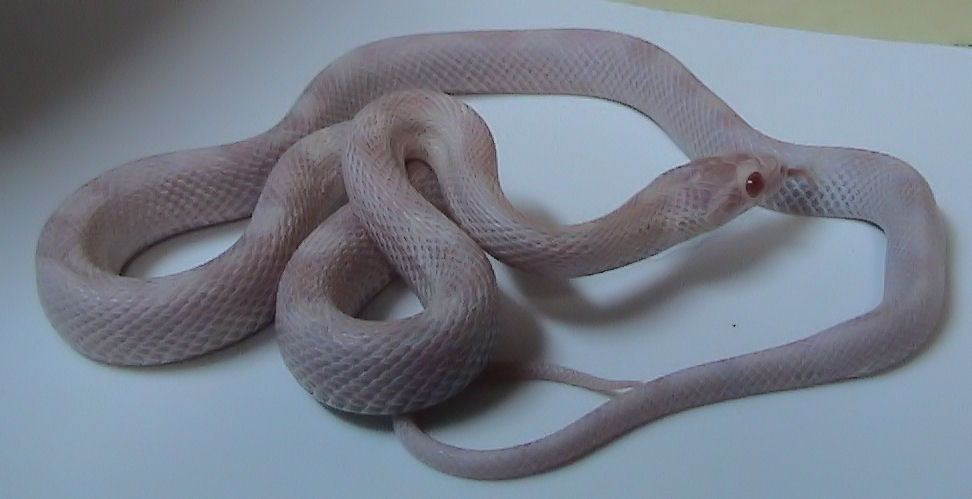
Serpent des blés opale

Sa nature docile, le fait qu'il mord rarement, sa taille modérée à l'âge adulte (170 cm environ), ses couleurs et son entretien relativement aisé en font un serpent populaire parmi les terrariophiles.
Les serpents des blés élevés en captivité sont généralement nourris de rongeurs achetés dans le commerce (surtout des souris). Les jeunes et les plus petits individus peuvent manger des souris ou rats nouveau-nés de tailles variées. La taille des proies grandit avec la taille de l'animal.
Après de nombreuses générations d'élevage sélectif, les serpents des blés se rencontrent dans une vaste variété de couleurs et de motifs. Cela résulte de combinaisons entre allèles de gènes codant des protéines impliquées dans le développement, la maintenance ou la fonction de chromatophores (cellules pigmentaires responsables notamment de la couleur de la peau et des yeux). De nouvelles variantes, ou mutations, apparaissent régulièrement, car les éleveurs comprennent de mieux en mieux les phénomènes génétiques impliqués.
De nombreux gènes récessifs et plusieurs gènes dominants ont ainsi été découverts. La combinaison de ces gènes entre eux a permis d’obtenir de nombreuses couleurs différentes, estimées à plus de 800.
Le type le plus couramment rencontré dans la nature, dit « type sauvage » de Pantherophis guttatus est d'un orangé plus ou moins vif, voire tirant sur le gris, avec des bandes rouges cerclées de noir.

## Publication originale
- Linnaeus, 1766 : Systema naturae per regna tria naturae, secundum classes, ordines, genera, species, cum characteribus, differentiis, synonymis, locis, Tomus I. Editio duodecima, reformata. Laurentii Salvii, Stockholm, Holmiae, p. 1-532 (texte intégral).